# Notobubon capense
Notobubon capense là một loài thực vật có hoa trong họ Hoa tán. Loài này được (Eckl. & Zeyh.) Magee mô tả khoa học đầu tiên năm 2008.